# Sasa magnonoda
Sasa magnonoda là một loài thực vật có hoa trong họ Hòa thảo. Loài này được T.H.Wen & G.L.Liao miêu tả khoa học đầu tiên năm 1991.